# 草間政一
草間 政一（くさま せいいち、1950年11月11日 - ）は、日本の実業家、経営者、経営コンサルタント。
新日本プロレスリング株式会社の第４代代表取締役社長を一年間務めたことで世に知られる。さまざまな企業の要職を経て、現在は株式会社草間ビジネスネットワーク代表として千葉県流山市を拠点に草間せいいち名義でも活動している。

## 経歴
東京都葛飾区出身。1969年習志野市立習志野高等学校卒業。高校時代はレスリング部で活躍。1973年3月に法政大学文学部を卒業後、同大学の経済学部に学士入学し1975年3月に卒業。学生時代より、法律と会計を学び、将来は弁護士か会計士の道を望んでいた。
下着メーカーのトリンプ・インターナショナルジャパンでの財務部長を経験した後、渡米する。トリンプでは、評判になった早朝会議のメンバーとして活躍し、始業1時間前に出社し、吉越浩一郎（当時副社長）と多くの議題を解決することを経験する。1990年代はアメリカ合衆国で企業数社において副社長など経営陣として勤務。ニューヨーク、サンフランシスコ（シリコンバレー）、ロサンゼルス（トーランス）にて勤務。
その後手腕を評価され、2004年6月から2005年5月まで新日本プロレスリング株式会社の代表取締役社長を務めプロレス業界とかかわる様になり、ハッスルを運営するDSEのゼネラルマネージャーも務めた。彼が経営コンサルタントとして活動していく中で、アントニオ猪木と知り合い、猪木が株主である新日本プロレスリング株式会社、猪木事務所、INP等々の代表・役員を歴任し、経営改革を行った。猪木事務所では異常に高かった役員給与、賞与を適正に戻し、新日本プロレスではそれまでの古い体質を改善し、銀行を始めとする財務体質の改善を行い、それまでの銀行関係を大きく改善した。又数々のプロジェクトを考え、それを実行し、それまで3年間赤字であった同社を黒字化し、その経営手腕は評価される。
しかしながら、猪木の義理の息子（娘婿）であるサイモン・ケリー猪木を社長にしたいとの思惑から代表取締役を辞任する。そのいきさつに関しては、新聞や週刊現代、雑誌にも紹介される。また、彼の著書「知りすぎた、私」「A級戦犯」の中にも、その経営の実施内容も含めて紹介されている。その後、さまざまな会社の上場の手助けや、企業再生、内部統制、SOX法の経営コンサルタントを行い、東洋大学等での講師、講演活動を行う。また、有料職業紹介の資格も取り、業務も行っている。
DDTプロレスリング代表の高木三四郎が幹事となり、各団体の責任者、経理等の人間を集め、マスコミ、会計士、弁護士等も講師に呼び、「草間プロレス経営塾」を月1回程で主宰している。
2007年4月、流山市長選挙に立候補するも落選。流山市の改善を訴えて現職候補に立ち向かったが、準備不足もあり至らなかった。その後、第21回参議院議員通常選挙への出馬も取りざたされたが実現しなかった。その経営手腕も期待され、かつて「プロレス界のカルロス・ゴーン」といわれた経営能力を期待する待望論もある。
2007年11月、白井市の第三セクターである白井梨ブランデー株式会社の代表取締役社長に就任し、同社の再生に努める。就任時には、大手全国紙上で数度取り上げられた。
2008年2月4日には、世界で初めての、梨ブランデーから作ったバイオエタノールを使用した走行テストに成功し、脚光を浴びる。2008年3月21日に新商品「なし坊サブレ」を発売、発売後1か月で年間売上予定額の70%を、3か月で年間予定額を達成した。その後も、新商品を次々と発売し、大手全国紙やテレビなどにも取り上げられた。2009年3月の決算期には、前年対比133％という、過去20年間で最高の売上を達成したが、営業損益は340万円の赤字となった。白井市は8月28日に運営から撤退することを発表、草間は代表取締役を辞任し、取締役となった。8月31日には、会社を破産させることが決定された。
2010年に入るとプロレス界への復帰とも取れる動きを見せ始め、5月には経営難に陥ったハッスルの最高経営責任者（CEO）就任を表明。当初は「自称CEO」に過ぎなかったが、結局7月にはハッスルの流れを汲む新団体として設立されたハッスルMAN'SワールドのCEOに実際に就任した。またそれと関連してプロレスラーとしてのデビューにも言及するようになり、7月10日にはハッスルのスピンオフ企画「ジェッツ1」においてプロレスラーとしてもデビュー、初戦を勝利で飾っている。
現在、株式会社草間ビジネスネットワーク代表取締役でもある。千葉県柏市で千葉の名産品を販売する「千葉の風」というショップも経営する。

## 職歴など
数々の企業・団体で代表などを務めた。
企業
- 新日本プロレスリング株式会社 （代表取締役社長）
- スリーコム ジャパン株式会社 （Controller＋代表取締役）
- 株式会社桐原書店 （代表取締役兼最高財務責任者）
- 白井梨ブランデー株式会社（代表取締役社長）
- SATS INC （代表）
- Linzer（副社長）
- 株式会社ジャンニ・ヴェルサーチ ジャパン （最高財務責任者）
- トリンプ・インターナショナル・ジャパン （財務部長）
- アダプテック・インク （Controller）
- キャロウェイ ゴルフ カンパニー （Controller）
- サンフォードジャパン （Controller）
- ハッスルDSE　（ゼネラルマネージャー）

その他、多くの会社で経営コンサルティングを行い、IPOや企業再生、内部統制の業務も行う。また、東洋大学経営学部での講師も務める。
団体
- 流山市テニス協会理事
- 平和台テニスクラブ会長
- クサマテニスサークルナガレヤマ代表幹事

## 著書
- 知りすぎた、私（2005年、東邦出版刊）ISBN 4809404749
- A級戦犯 - 新日本プロレス崩壊の真実（2006年、宝島社刊）ISBN 4796654577

電子書籍として、ミルフォンネットより5冊出版する。
その他、雑誌、新聞連載多数